# Стефано Луонго
Стефано Луонго (італ. Stefano Luongo; нар. 5 січня 1990) — італійський ватерполіст. Чемпіон світу з водних видів спорту 2019 року.